# Oecetis paracymula
Oecetis paracymula là một loài Trichoptera trong họ Leptoceridae. Chúng phân bố ở miền Australasia.